# Bubenheim
Bubenheim là một xã thuộc huyện Donnersberg, trong bang Rheinland-Pfalz, phía tây nước Đức. Xã Bubenheim có diện tích 2,94 km², dân số thời điểm ngày 31 tháng 12 năm 2006 là 446 người.